# Daulo Augusto Foscolo
Daulo Augusto Foscolo (6. října 1785, Benátky – 7. června 1860, Benátky) byl italský katolický kněz, biskup, který byl posledním titulárním latinským patriarchou jeruzalémským a titulárním latinským patriarchou alexandrijským. Celý život prožil v Benátkách, kde i zemřel.